# Misery (비틀즈의 노래)
〈Misery〉는 영국의 록 밴드 비틀즈의 곡으로, 그들의 첫 정규 음반 《Please Please Me》에 수록되었다. 존 레논과 폴 매카트니가 공동 작곡했다. 1963년 케니 린치가 〈Misery〉를 커버하여 다른 가수에 의해 최초로 커버된 비틀즈의 곡이 되었다.

## 배경
1963년 2월, 14살의 나이에 차트에서 성공을 거두며 영국에서 승승장구하던 헬렌 샤피로는 비틀즈와 함께 전국 투어를 돌게 되었다. 그녀의 아티스트 앤 레퍼토리 매니저였던 노리 파라머는 테네시주 내슈빌에서 녹음하여 새로운 컨트리 앤드 웨스턴 음반에 들어갈 곡을 계획하고 있었다. 그는 비틀즈에게 그녀를 위한 곡을 써달라고 요청했다.
그렇게 〈Misery〉는 비틀즈가 뒷무대부터 쓰기 시작해 이후 폴 매카트니가 포슬린 20번지에 위치한 자신의 집에서 작곡을 끝냈다. 당시의 상황을 매카트니는 이렇게 회고했다. "우리는 그 곡을 'Misery(비참해)'라고 불렀지만, 들리는 것처럼 느리진 않아요. 그건 꽤 상당한 속도로 나아갑니다. 그리고 우린 헬렌이 이 노래를 마음에 들어할 거라 생각했어요." 그러나 파라머는 곡의 가사가 부적합하다고 생각했고, 결국 비틀즈는 당시 같은 투어에서 활동한 영국의 가수이자 엔터테이먼트인 케니 린치한테 곡을 주었다(HMV Pop 1136). 그는 레논-매카트니가 작곡한 곡을 처음으로 커버한 사람이 된다. 차트에서의 성적은 좋지 못했다. 린치는 1973년 매카트니의 음반 《Band on the Run》의 커버에서 등장했다.

## 녹음
후에 비틀즈는 《Please Please Me》에 들어갈 오리지널 곡을 필요로 하게 되었고, 자신들이 그것을 녹음하였다. 《Please Please Me》의 모든 곡과 같이 매카트니 & 레논으로 표기되었다. 이 작곡가 표기는 두 번째 음반 《With the Beatles》에서 더 친숙한 레논-매카트니로 변한다. 레논은 "폴의 곡이라기 보다는 존의 곡이지만, 그래도 함께 쓴 곡입니다."라고 말했다. 매카트니는 "전 우리 둘 중 하나가 그걸 주도하지는 않았다고 생각해요. 그냥 날림으로 쓴 곡이였습니다."라고 말했으며, "우리의 첫 발라드 시도"라고도 말한 바 있다.
비틀즈는 1963년 1월 11일의 긴 녹음 일정 동안 11테이크를 녹음했다. 노먼 스미스가 엔지니어를 맡았다. 평범한 스튜디오 멀티트랙 테이프는 15ips(매초당 인치)의 속도지만, 〈Misery〉의 녹음에서는 30ips의 속도였다. 차후 조지 마틴이 개인적으로 한 옥타브 낮은 하프 템포의 피아노 연주를 덧입혔다.

## 발매
- 영국 LP: 《Please Please Me》
- 미국 LP: 《Introducing... The Beatles》
- 영국 EP: 《The Beatles (No. 1)》

## 참여 인원
- 존 레논 – 리드 보컬, 어쿠스틱 기타
- 폴 매카트니 – 리드 보컬, 베이스
- 조지 해리슨 – 리드 기타
- 링고 스타 – 드럼
- 조지 마틴 – 피아노

맥도널드의 글에서 발췌

## 커버판
| 연도 | 가수              | 발매                  |
| ---- | ----------------- | --------------------- |
| 1963 | 케니 린치         |                       |
| 1976 | 플라민스 그루비스 | 《Shake Some Action》 |
| 1993 | 에바 브라운       |                       |

## 참고 문헌
- “45 Discography for HMV Records - UK - POP series 1001-1617”. 《Global Dog Productions》. 2009. 2009년 10월 30일에 확인함.
- Badman, Keith (2000). 《The Beatles Off The Record》. London: Omnibus. ISBN 0-7119-7985-5.
- Deming, Mark (2009). [(영어) https://www.allmusic.com/album/r7355 “Review of Shake Some Action”] |url= 값 확인 필요 (도움말). 《Allmusic》. 2009년 12월 14일에 확인함.
- Harry, Bill (1992). 《The Ultimate Beatles Encyclopedia》. London: Virgin Books. ISBN 0-86369-681-3.
- Lewisohn, Mark (1988). 《The Complete Beatles Recording Sessions》. London: Hamlyn. ISBN 0-600-55798-7.
- MacDonald, Ian (2005). 《Revolution in the Head: The Beatles' Records and the Sixties》 Seco Revis판. London: Pimlico (Rand). ISBN 1-84413-828-3.
- Miles, Barry (1997). 《Paul McCartney: Many Years From Now》. New York: Henry Holt & Company. ISBN 0-8050-5249-6.
- Sheff, David (2000). 《All We Are Saying: The Last Major Interview with John Lennon and Yoko Ono》. New York: St. Martin's Press. ISBN 0-312-25464-4.
- Unterberger, Richie (2009). [(영어) https://www.allmusic.com/artist/p100146 “Kenny Lynch Biography”] |url= 값 확인 필요 (도움말). 《Allmusic》. 2009년 10월 30일에 확인함.